# Фридрих Флик
Фридрих Флик (на немски: Friedrich Flick) е германски индустриалец, свързан с нацистите и осъден като военен престъпник.

## Произход и начало на бизнес кариера
Фридрих Флик е роден на 10 юли 1883 г. в Ернсдорф, Германия. Изкарва си образованието в Кьолн след което започва работа като чиновник в компания за добив на въглища. Осем години след това влиза в борда на директорите.
В началото на 20-те години на XX век създава Flick Group. Бизнес стратегията му е характеризирана с агресивна експанзия посредством изкупуване на бизнеси. Постепенно започва да изкупува акции и на най-голямата немска компания за добив на въглища Vereinigte Stahlwerke и към 1930 г. придобива контролния пакет.
По време на Голямата депресия е обвинен в манипулации на фондовата борса, благодарение на които продава капитала си на тройно по-висока цена от пазарната.

## Нацистки режим
През 1933 г. Фридрих Флик става водещ дарител на Националсоциалистическа германска работническа партия. През следващите 7 години той дарява над 7 милиона марки на партията. Близък приятел на Хайнрих Химлер, той дарява допълнително по 10 000 марки годишно на SS.
По време на Втората световна война използва труда на 48 000 затворници от немските концентрационни лагери. Смята се, че 80 процента от тях умират вследствие на трудовите условия.
Към края на Втората световна война богатството му се изчислява на 1 милиард долара.

## Осъждане като военен престъпник
По време на Нюрнбергските процеси е съден за експлоатиране на руски робски труд в мините му и за членство в нацистката група „Кръгът на приятелите на икономиката“ (на немски: Freundeskreis der Wirtschaft).
Признат е за виновен през 1947 г. и е осъден на 7 години затвор.

## Късна кариера
Вследствие от поражението на Нацистка Германия и осъждането му на Нюрнбергските процеси, компанията му губи 75% от цялостната си дейност и отделно е принудена да се откаже от добива на въглища.
През 1951 г. Флик е пуснат от затвора. Въпреки че по-голямата част от богатството му е конфискувана, той успява бързо да си го възстанови. Продава част от притежанията си в Рурска област и с тези пари закупува предприятия за части от реалната им цена.
До 1955 г. той притежава над 100 компании с годишен оборот от 2 милиарда долара. През живота си притежава 40% от Daimler-Benz и редица индустрии, като се счита за най-богатия германец и петият най-богат човек в света.
Фридрих Флик умира на 20 юли 1972 г. в Констанц, Германия. Компанията му е наследена от сина му Фридрих Карл Флик.